# Gabri García
Gabriel Francisco García de la Torre (født 10. februar 1979) er en tidligere spansk fodboldspiller. 
Mest midtbanespiller, men kan også godt spille i forsvaret, hvor han kan gøre brug af sine tackling- og afleveringsegenskaber. 
Han har brugt 7 år af sin professionelle karriere i FC Barcelona (13 år med ungdomsårene), hvor han vandt fire titler, men hvor han mest blev brugt som backup. Han tilbragte også fire år i Ajax. 
Gabri repræsenterede Spanien ved UEFA Euro 2004.

## Klubkarriere

### FC Barcelona
Født i Sallent de Llobregat, Barcelona, Catalonien, Gabri startede sin professionelle karriere ved FC Barcelonas B-hold, hvor han fik sin debut i sæsonen 1997-1998, sammen med klubben i Segunda División B - hvor scorede fire mål i 28 kampe. 
Han rykkede op i førsteholdstruppen i sæsonen 1999-2000, hvor han tilbragte de næste fire år. Gabri vandt to La Liga-titler, en Supercopa de España og UEFA Champions League 2005-2006. 

### Ajax Amsterdam
Gabris kontrakt blev ikke forlænget, og derfor kunne Gabri gratis tage til den hollandske klub, Ajax d. 6. juni 2006, sammen med holdkammaraten Roger García. Fra starten af hans Ajax-karriere tabte de Johan Cruijff Shield til PSV Eindhoven i august, og på sidste spilledag tabte de også mesterskabet til ligeledes PSV Eindhoven. 
I maj 2007, efter en elendig individuel sæson med Ajax (kun 13 kampe), den 31-årige spanier skiftede til Qatar-klubben Umm-Salal Sports Club. Kort tid efter skiftede han klub igen, denne gang til FC Sion fra Schweiz. D. 25. juli 2012, efter næsten ingen indflydelse på deres sæson havde, Gabri skiftede klub, men ikke land. Han tog til FC Lausanne-Sport, hilket også er hans nuværende klub. 

## International karriere
Gabri havde stor indflydelse på Spaniens U20-landshold til 1999 FIFA World Youth Championship, hvor han nettede tre gange. Han var også med til Sommer-OL 2000. 
Efter at have fået debut d. 30. april 2003 i en venskabskamp mod Ecuador, var han også med til UEFA Euro 2004 i Portugal. 

## Hæder

### Klub
Barcelona
- UEFA Champions League: 2005–06
- La Liga: 2004–05, 2005–06
- Supercopa de España: 2006

Ajax
- KNVB Cup: 2006–07, 2009–10
- Johan Cruijff Shield: 2006, 2007

### Landshold
Spanien U20
- FIFA U-20 World Cup: 1999

Spanien U23
- Sommer-OL: Sølvmedalje 2000